# Egenhausen (Werneck)
Egenhausen ist ein Gemeindeteil des Marktes Werneck im unterfränkischen Landkreis Schweinfurt in Bayern.

## Lage
Das Pfarrdorf liegt, umgeben von Feldern und Wiesen, 6,5 Kilometer nördlich von Werneck und zehn Kilometer westlich von Schweinfurt. Der bäuerliche Altort ist ein typisches Straßendorf. Im Westen schließt sich ein ausgedehntes Siedlungsgebiet an. Etwas westlich, am Rand des Waldgebietes Brunnholz, entspringt der Teufelsgraben, der den Ort im Süden durchläuft und über den Stöckichsbach der Wern zufließt. Durch Egenhausen verläuft der Fränkische Marienweg.

## Geschichte
Egenhausen wurde im Jahre 890 erstmals urkundlich erwähnt. Historische Formen des Ortsnamens sind „Egininhusa“, „Eginhusen“, „Engenhusin“ und „Eckenhusen“, die auf „zu den Häusern des Egino“ zurückgehen können.
1972 wurde die bis dahin selbständige Gemeinde Egenhausen im Zuge der Gemeindegebietsreform nach Werneck eingegliedert.

## Wirtschaft und Infrastruktur
Der Ort ist landwirtschaftlich geprägt. Viele Einwohner pendeln auch zur Schweinfurter Industrie.

### Baudenkmäler
Wichtigstes Baudenkmal ist die katholische Pfarrkirche St. Johannes der Täufer mit dem zugehörigen Friedhof. Außerdem gibt es im Ort mehrere Bildstöcke.

### Verkehr
Die Staatsstraße 2277 durchquert den Ort. Etwa einen Kilometer westlich verläuft die Autobahn A7. Die nächste Auffahrt ist die Anschlussstelle Wasserlosen (AS 98).

## Sonstiges
Egenhausen wurde im Wettbewerb Unser Dorf soll schöner werden mehrfach ausgezeichnet.